# إيلين ماركس
إيلين ماركس (بالألمانية: Ellen Marx)‏ هي ناشطة حقوق الإنسان ألمانية، ولدت في 24 مارس 1921 في برلين في ألمانيا، وتوفيت في 11 سبتمبر 2008 في بوينس آيرس في الأرجنتين.